# Thyridium flavipenne
Thyridium flavipenne är en skalbaggsart som beskrevs av Hermann Burmeister 1844. Thyridium flavipenne ingår i släktet Thyridium och familjen Rutelidae. Inga underarter finns listade i Catalogue of Life.